# Sztab Generalny Sił Zbrojnych Federacji Rosyjskiej

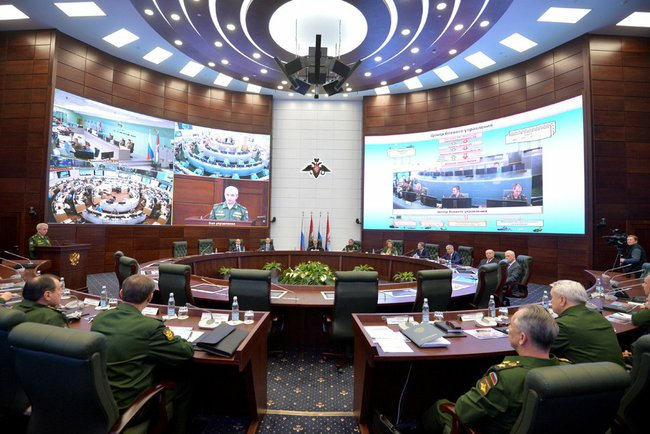
Sala dowodzenia i koordynacji Narodowego Centrum Kontroli Obronnej Federacji Rosyjskiej

Sztab Generalny Sił Zbrojnych Federacji Rosyjskiej (ros. Генера́льный штаб Вооружённых сил Росси́йской Федера́ции, ГШ ВС РФ, Генштаб, ГШ) – organ planowania i dowodzenia strategicznego Siłami Zbrojnymi Federacji Rosyjskiej, podległy Ministerstwu Obrony Federacji Rosyjskiej.

## Struktura Sztabu Generalnego SZ FR[1]
- Główny Zarząd Operacyjny Sztabu Generalnego Sił Zbrojnych Federacji Rosyjskiej (ros. Главное оперативное управление ГШ ВС РФ);
- Główny Zarząd Sztabu Generalnego Sił Zbrojnych Federacji Rosyjskiej (ros. Главное управление ГШ ВС РФ, wywiad wojskowy, uprzednio Główny Zarząd Wywiadowczy);
- Główny Zarząd Organizacyjno-Mobilizacyjny Sztabu Generalnego Sił Zbrojnych Federacji Rosyjskiej (ros. Главное организационно-мобилизационное управление ГШ ВС РФ);
- Główny Zarząd Łączności Sił Zbrojnych Federacji Rosyjskiej (ros. Главное управление Связи Вооруженных сил Российской Федерации);
- Narodowe Centrum Zarządzania Obroną Federacji Rosyjskiej (ros. Национальный центр управления обороной Российской Федерации);
- Zarząd Szefa Wojsk Wojny Radioelektronicznej Sił Zbrojnych Federacji Rosyjskiej (ros. Управление начальника войск радиоэлектронной борьбы Вооруженных сил Российской Федерации);
- Wojskowy Zarząd Topograficzny Sztabu Generalnego Sił Zbrojnych Federacji Rosyjskiej (ros. Военно-топографическое управление ГШ ВС РФ);
- Ósmy Zarząd Sztabu Generalnego Sił Zbrojnych Federacji Rosyjskiej (ros. Восьмое управление ГШ ВС РФ), ochrona informacji i tajemnic państwowych;
- Zarząd Szkolenia Operacyjnego Sił Zbrojnych Federacji Rosyjskiej (ros. Управление оперативной подготовки ВС РФ);
- Służba Archiwalna Sił Zbrojnych Federacji Rosyjskiej (ros. Архивная служба ВС РФ);

## I Zastępcy Ministra Obrony Rosji - Szefowie Sztabu Generalnego Sił Zbrojnych Federacji Rosyjskiej
- grudzień 1991 – maj 1992: Wiktor Samsonow (?)
- czerwiec 1992 – październik 1992: gen. armii Wiktor Dubynin;
- grudzień 1992 – październik 1996: gen. płk, od 1995 gen. armii Michaił Kolesnikow;
- październik 1996 – maj 1997: gen. armii Wiktor Samsonow;
- maj 1997 – lipiec 2004: gen. armii Anatolij Kwasznin;
- lipiec 2004 – czerwiec 2008: gen. płk, od 2005 gen. armii Jurij Bałujewski;
- czerwiec 2008 – listopad 2012: gen. armii Nikołaj Makarow;
- od 9 listopada 2012: gen. płk, od 2013 gen. armii Walerij Gierasimow.

### I Zastępcy Szefa Sztabu Generalnego SZ FR
- 1992: gen. płk, od 1995 gen. armii Nikołaj Kolesnikow;
- 1992–1993: Andriej Nikołajew;
- 1993–1996: Władimir Żurbienko;
- 1996–2001: Walerij Maniłow;
- 1996–1997: Nikołaj Piszczew;
- 2001–2004: gen. płk, od 2005 gen. armii Jurij Bałujewski;
- 2007–2010: Aleksandr Bututin;
- 12 czerwca 2014 – grudzień 2015: Nikołaj Bogdanowski;
- od grudnia 2015: rzeczywisty radca państwowy Federacji Rosyjskiej I klasy (odpowiednik gen. armii) Rusłan Calikow[2].
- od 17 czerwca 2024: Leonid Gornin (ros. Леонид Владимирович Горнин)[3].